# Čereňany
Čereňany jsou obec na Slovensku, v okrese Prievidza v Trenčínském kraji. Žije v nich přibližně 1 800 obyvatel. Ve vsi stojí kaštel ze 17. století a gotický kostel svaté Marie Magdalény ze 13. století. Do katastrálního území obce zasahuje část přírodní rezervace Buchlov. Ve vsi zemřel kněz, právník a politik Matej Metod Bella (1869–1946).